# ミネソタの娘
『ミネソタの娘』（みねそたのむすめ、原題：英語: The Farmer's Daughter）は、1947年に製作・公開されたアメリカ合衆国の映画である。

## 概要
エストニア出身の作家ヘッラ・ヴオリヨキの戯曲『Juurakon Hulda』の映画化であり、H・C・ポッターが監督、ロレッタ・ヤングとジョゼフ・コットンが主演した。ヤングは本作の演技により初のアカデミー主演女優賞ノミネーション・受賞を勝ち取っている。
当初、イングリッド・バーグマンの主演が予定されていたがジョゼフ・コットンとの不倫が噂されたことからロレッタ・ヤングに変更された。
後に、「すてきなケティ」(1963-1966) (インガー・スティーブンス、ウィリアム・ウィンダム) として、テレビドラマ化。

## キャスト
※括弧内は日本語吹替（テレビ版）
- カトリン・ホルストローム：ロレッタ・ヤング（本山可久子）
- グレン・モーリー：ジョゼフ・コットン（城所英夫）
- アガサ（グレンの母）：エセル・バリモア（吉田雅子）
- ジョゼフ・クランシー：チャールズ・ビックフォード（森山周一郎）
- ジェームズ・アーネス

## スタッフ
- 監督：H・C・ポッター
- 製作：ドア・シャリー
- 脚本：アレン・リヴキン、ローラ・カー
- 音楽：リー・ハーライン
- 撮影：ミルトン・R・クラスナー
- 編集：ハリー・マーカー
- 美術：アルバート・S・ダゴスティーノ、フィールド・M・グレイ
- 装置：ハーリー・ミラー、ダレル・シルヴェーラ
- ロレッタ・ヤングの衣裳：イーディス・ヘッド

## アカデミー賞受賞・ノミネーション
- 受賞
  - 主演女優賞：ロレッタ・ヤング
- ノミネート
  - 助演男優賞：チャールズ・ビックフォード

## 注
1. ↑  RKO Feature Film Ledger, 1929-51, p116
2. ↑  “劇映画「ミネソタの娘」Ｈ・Ｃ・ポーター監督”.   NHK. 2022年7月31日閲覧。